# شبکه اجتماعی توزیع‌شده
شبکه اجتماعی توزیع شده یا شبکه اجتماعی فدرال یک خدمت شبکه اجتماعی اینترنتی است که به صورت غیر متمرکز در بین ارائه‌دهندگان مجزا (چیزی مانند ایمیل اما برای شبکه‌های اجتماعی) توزیع شده‌است؛ مانند آن چیزی که در فدیورس می‌بینیم. چنین شبکه‌ای شامل چندین وب سایت اجتماعی است که در آن‌ها کاربران هر سایت با کاربران هر یک از سایت‌های درگیر ارتباط برقرار می‌کنند. از دیدگاه اجتماعی ممکن است این مفهوم با مفهوم رسانه اجتماعی یک عنوان ابزار عمومی مقایسه شود.
یک وب سایت اجتماعی که در یک شبکه اجتماعی توزیع شده شرکت می‌کند قابلیت هم‌کنش‌پذیری با سایر سایت‌های این شبکه را دارد و اصطلاحاً با آنها یک فدراسیون تشکیل می‌دهد. ارتباطات بین وب‌سایت‌های اجتماعی از لحاظ فنی براساس پروتکلهای شبکه اجتماعی انجام می‌شود. نرم‌افزاری که برای شبکه‌های اجتماعی توزیع شده استفاده می‌شود معمولاً قابل حمل بوده و بنابراین به راحتی در سکوهای مختلف وب سایت قابل استفاده است. شبکه‌های اجتماعی توزیع شده در تضاد با خدمات تجمیع شبکه‌های اجتماعی است که برای مدیریت حساب‌ها و فعالیت‌ها در چندین شبکه اجتماعی گسسته استفاده می‌شوند.
تعدادی از ارائه دهندگان خدمات شبکه‌های اجتماعی این اصطلاح را به‌طور گسترده‌تر برای توصیف خدمات منحصر به ارائه دهنده که به‌طور معمول از طریق ابزارک‌های اضافه شده یا افزونه‌ها در وب سایت‌های مختلف توزیع می‌شوند استفاده می‌کنند. از طریق افزودنی‌ها، عملکرد شبکه‌های اجتماعی در وب سایت‌های کاربران پیاده‌سازی می‌شود.

## مقایسه نرم‌افزار و پروتکل‌ها
پروژه‌های شبکه اجتماعی توزیع شده به‌طور کلی نرم‌افزار، پروتکل یا هر دو را توسعه می‌دهند. نرم‌افزار عموماً آزاد و متن‌باز و پروتکل‌ها نیز عموماً باز و آزاد هستند.
استانداردهای باز مانند مجوز OAuth، تأیید هویت OpenID، فدراسیون OStatus، پروتکل فدراسیون اکتیویتی‌پاب، کشف ابرداده XRD، پروتکل مخاطبین قابل انتقال، پروتکل فدراسیون Wave، پروتکل پیام‌رسانی و حضور گسترش‌پذیر (XMPP) (مثلاً Jabber)، رابط‌های برنامه‌نویسی کاربردی ویجت OpenSocial، ریزقالب‌ها مانند XFN و hCard، و خوراک‌های وب اتم (که به‌طور فزاینده‌ای به عنوان Open Stack خوانده می‌شوند) اغلب به عنوان فناوری‌هایی ذکر می‌شوند که امکان ایجاد شبکه‌های اجتماعی توزیع شده شده را فراهم می‌آورند.

## تاریخچه
بنیاد مرزهای الکترونیکی (EFF) که یک سازمان آمریکایی دفاع حقوقی و گروه مدافع حقوق بشر در مورد آزادی‌های مدنی در اینترنت است، مدل شبکه اجتماعی توزیع شده را به عنوان مدلی توصیف کرده‌است که «محتملا می‌تواند کنترل و انتخاب را به دست کاربر اینترنت برگرداند» و به اشخاصی که تحت رژیم‌های محدودکننده زندگی می‌کنند اجازه می‌دهد «در عین داشتن انتخاب بین خدمات و ارائه دهندگان مختلف، بهترین را برای حفاظت از امنیتی و ناشناسی‌شان، بر روی شبکه‌های اجتماعی اقدام به کنش‌گری کنند».
1. ↑  Recordon, David (2008-10-09). ""Blowing Up" Social Networks by Going Open". p. 27. Retrieved 5 January 2009.
2. ↑  Richard Esguerra (March 21, 2012). "An Introduction to the Federated Social Network". Electronic Frontier Foundation Deeplinks Blog.